# 세이 도시히코
세이 도시히코(일본어: 清 俊彦, 1945년 9월 3일 ~ 2017년 11월 15일)는 일본의 전 프로 야구 선수이다. 미야자키현 고유군 신토미정 출신이며 현역 시절 포지션은 투수였다.

## 인물
다카나베 고등학교 시절인 1961년 1학년 때 예비 투수로서 하계 고시엔 대회(제43회 전국 고등 학교 야구 선수권 대회)에 출전했다. 아키타 상업고등학교와의 1차전에서 마무리 투수로 기용됐지만 0대 1로 패하여 탈락했다. 그해 가을부터 팀의 에이스로 추계 규슈 대회 결승에서는 가고시마교쿠류 고등학교에게 완봉승을 거두면서 우승했다. 이듬해 1962년 춘계 선발 대회(제34회 선발 고등학교 야구 대회)에 출전했지만 1차전에서 나카쓰카 마사유키가 소속된 PL가쿠엔 고등학교에게 패했다. 그해 여름에는 미야자키현 예선 결승에서 미야자키 공업고등학교에게 0대 1로 졌고, 1963년 여름에도 역시 미야자키현 예선 결승에서 다카하시 히로시, 오가와 도루가 소속된 미야자키 상업고등학교에게 패했다.
1964년 니시테쓰 라이온스에 입단하여 와카바야시 다다시 수석 코치의 지도로 컨트롤을 익히고 1년 차부터 11경기에 선발 등판했지만 역시 안정감을 잃었고, 이듬해 1965년에는 주로 중간 계투로 기용됐다. 1966년에는 이나오 가즈히사의 쇠퇴로 인해서 선발진에 들어갔다. 개막 이후부터 호조를 유지하고 그해 6월 12일 고쿠라 구장에서 열린 긴테쓰 버펄로스전에서 노히트 노런을 달성했지만 시즌 5승에 그쳤고 이듬해 1967년에도 4승에 그치는 등 부진을 겪었다.
1968년에 다카기 다카시, 기쿠카와 쇼지로와의 맞트레이드로 긴테쓰에 이적, 1년 차부터 팀의 4선발로 활약하여 6승을 올렸다. 1969년에는 시즌 18승을 기록했고, 이후에도 3년 연속 두 자릿수 승리를 기록하는 등 스즈키 게이시에 뒤를 이어 우완 에이스격으로 활약했다. 그 사이 1969년에는 최고 승률 타이틀을 획득, 1972년에는 팀내 최다인 19승을 올렸고 8월에는 3경기 연속 완봉승(16일 도에이전, 22일 니시테쓰전, 27일 난카이전)과 시즌 2.36의 평균 자책점으로 최우수 평균 자책점 타이틀을 석권했다. 1969년과 1970년에는 2년 연속 올스타전에 출전했다.
하지만 긴테쓰가 리그 최하위로 떨어진 1973년에 자신의 투수 성적도 급격하게 하락했고 오타 고지, 이모토 다카시 등 젊은 투수들의 활약도 있어서 점차 기회가 줄어들었다. 1976년에 현금 트레이드로 한신 타이거스에 이적했지만 시즌 중반에 선수 생활을 은퇴했다.
은퇴 후 라디오 오사카, KBS 교토 등에서 해설자를 맡았고 2017년 11월 15일 오후 4시 24분, 폐렴으로 사이타마현 사야마시의 병원에서 사망했다(향년 72세).

## 상세 정보

### 출신 학교
- 미야자키 현립 다카나베 고등학교

### 선수 경력
- 니시테쓰 라이온스(1964년 ~ 1967년)
- 긴테쓰 버펄로스(1968년 ~ 1975년)
- 한신 타이거스(1976년)

### 수상·타이틀 경력
- 최고 승률 : 1회(1969년)
- 최우수 평균 자책점 : 1회(1972년)

### 개인 기록

#### 첫 기록
- 첫 등판 : 1964년 6월 9일, 대 난카이 호크스 12차전(오사카 구장), 5회말에 4번째 투수로서 구원 등판, 2이닝 무실점
- 첫 탈삼진 : 상동, 5회말에 아나부키 요시오로부터
- 첫 선발·첫 승리·첫 완투 승리·첫 완봉 승리 : 1964년 6월 12일, 대 도에이 플라이어스 6차전(메이지 진구 야구장)
- 첫 세이브 : 1974년 4월 7일, 대 난카이 호크스 전기 2차전(오사카 구장), 9회말에 3번째 투수로서 구원 등판·마무리, 1이닝 무실점

#### 기록 달성 경력
- 통산 1000투구 이닝 : 1971년 4월 11일, 대 롯데 오리온스 2차전(도쿄 스타디움) ※역대 149번째
- 통산 1500투구 이닝 : 1973년 5월 11일, 대 다이헤이요 클럽 라이온스 전기 4차전(닛폰 생명 구장) ※역대 73번째
- 통산 1000탈삼진 : 1973년 9월 7일, 대 닛타쿠홈 플라이어스 후기 4차전(고라쿠엔 구장), 2회말에 스에나가 요시유키로부터 ※역대 47번째
- 통산 100승 : 1975년 10월 4일, 대 닛폰햄 파이터스 후기 13차전(닛폰 생명 구장), 5회초에 4번째 투수로서 구원 등판, 3과 1/3이닝 2실점 ※역대 66번째

#### 기타
- 노히트 노런 : 1966년 6월 12일, 대 긴테쓰 버펄로스 9차전(고쿠라 구장) ※역대 36번째
- 3경기 연속 무실점 승리 : 1972년 8월 16일, 대 도에이 플라이어스 21차전(닛폰 생명 구장) ~ 같은 해 8월 27일, 대 난카이 호크스 19차전(이세시 구라 타야마 공원 야구장) ※퍼시픽 리그 기록
- 올스타전 출장 : 2회(1969년, 1970년)

### 등번호
- 37(1964년 ~ 1967년)
- 14(1968년 ~ 1975년)
- 12(1976년)

### 연도별 투수 성적
| 연 도       | 소 속       | 등 판 | 선 발 | 완 투 | 완 봉 | 무 4 구 | 승 리 | 패 전 | 세 이 브 | 홀 드 | 승 률 | 타 자 | 이 닝  | 피 안 타 | 피 홈 런 | 볼 넷 | 고 4 | 몸 맞 | 탈 삼 진 | 폭 투 | 보 크 | 실 점 | 자 책 점 | 평 자 책 | W H I P |
| ----------- | ----------- | ----- | ----- | ----- | ----- | ------- | ----- | ----- | -------- | ----- | ----- | ----- | ------ | -------- | -------- | ----- | ---- | ----- | -------- | ----- | ----- | ----- | -------- | -------- | ------- |
| 1964년      | 니시테쓰    | 35    | 11    | 3     | 1     | 1       | 4     | 11    | --       | --    | .267  | 505   | 119.1  | 118      | 14       | 36    | 0    | 3     | 64       | 1     | 0     | 60    | 48       | 3.63     | 1.29    |
| 1965년      | 니시테쓰    | 22    | 3     | 0     | 0     | 0       | 2     | 2     | --       | --    | .500  | 224   | 55.2   | 51       | 6        | 10    | 0    | 2     | 29       | 1     | 0     | 29    | 25       | 4.02     | 1.10    |
| 1966년      | 니시테쓰    | 47    | 14    | 1     | 1     | 0       | 5     | 6     | --       | --    | .455  | 494   | 128.0  | 102      | 7        | 28    | 2    | 3     | 88       | 2     | 0     | 38    | 29       | 2.04     | 1.02    |
| 1967년      | 니시테쓰    | 51    | 8     | 0     | 0     | 0       | 4     | 5     | --       | --    | .444  | 443   | 108.1  | 89       | 7        | 33    | 3    | 8     | 78       | 0     | 0     | 41    | 34       | 2.83     | 1.13    |
| 1968년      | 긴테쓰      | 49    | 16    | 1     | 0     | 0       | 6     | 8     | --       | --    | .429  | 601   | 141.0  | 134      | 12       | 53    | 5    | 6     | 73       | 1     | 0     | 65    | 58       | 3.70     | 1.33    |
| 1969년      | 긴테쓰      | 47    | 23    | 11    | 2     | 1       | 18    | 7     | --       | --    | .720  | 861   | 214.1  | 183      | 17       | 56    | 10   | 5     | 151      | 2     | 0     | 60    | 53       | 2.23     | 1.12    |
| 1970년      | 긴테쓰      | 46    | 25    | 12    | 1     | 0       | 14    | 16    | --       | --    | .467  | 916   | 227.0  | 187      | 22       | 63    | 3    | 8     | 138      | 0     | 0     | 97    | 83       | 3.29     | 1.10    |
| 1971년      | 긴테쓰      | 47    | 28    | 11    | 4     | 0       | 15    | 14    | --       | --    | .517  | 934   | 236.0  | 188      | 21       | 65    | 6    | 4     | 148      | 2     | 0     | 88    | 78       | 2.97     | 1.07    |
| 1972년      | 긴테쓰      | 45    | 26    | 10    | 5     | 2       | 19    | 14    | --       | --    | .576  | 941   | 236.1  | 191      | 21       | 67    | 12   | 4     | 158      | 0     | 1     | 72    | 62       | 2.36     | 1.09    |
| 1973년      | 긴테쓰      | 45    | 22    | 6     | 1     | 0       | 5     | 17    | --       | --    | .227  | 756   | 174.0  | 188      | 23       | 59    | 7    | 6     | 89       | 1     | 1     | 107   | 91       | 4.71     | 1.42    |
| 1974년      | 긴테쓰      | 29    | 12    | 4     | 2     | 0       | 5     | 6     | 2        | --    | .455  | 467   | 111.1  | 111      | 9        | 40    | 3    | 0     | 41       | 4     | 0     | 54    | 46       | 3.73     | 1.36    |
| 1975년      | 긴테쓰      | 7     | 1     | 0     | 0     | 0       | 3     | 0     | 0        | --    | 1.000 | 78    | 18.2   | 20       | 2        | 8     | 0    | 1     | 5        | 0     | 0     | 8     | 8        | 3.79     | 1.50    |
| 1976년      | 한신        | 5     | 0     | 0     | 0     | 0       | 0     | 0     | 0        | --    | ----  | 27    | 6.2    | 7        | 1        | 0     | 0    | 0     | 2        | 0     | 0     | 4     | 4        | 5.14     | 1.05    |
| 통산 : 13년 | 통산 : 13년 | 475   | 189   | 59    | 17    | 4       | 100   | 106   | 2        | --    | .485  | 7247  | 1776.2 | 1569     | 162      | 518   | 51   | 50    | 1064     | 14    | 2     | 723   | 619      | 3.14     | 1.17    |

- 굵은 글씨는 시즌 최고 성적.